# فرودگاه سن-پیر
فرودگاه سَن-پیِر (به فرانسوی: Aéroport de Saint-Pierre Pointe-Blanche) یک فرودگاه همگانی با کد یاتا FSP است که یک باند فرود آسفالت دارد و طول باند آن ۱۸۰۰ متر است. این فرودگاه در شهر سن-پیر، سن-پیر و میکلون کشور فرانسه قرار دارد .